# Suttung

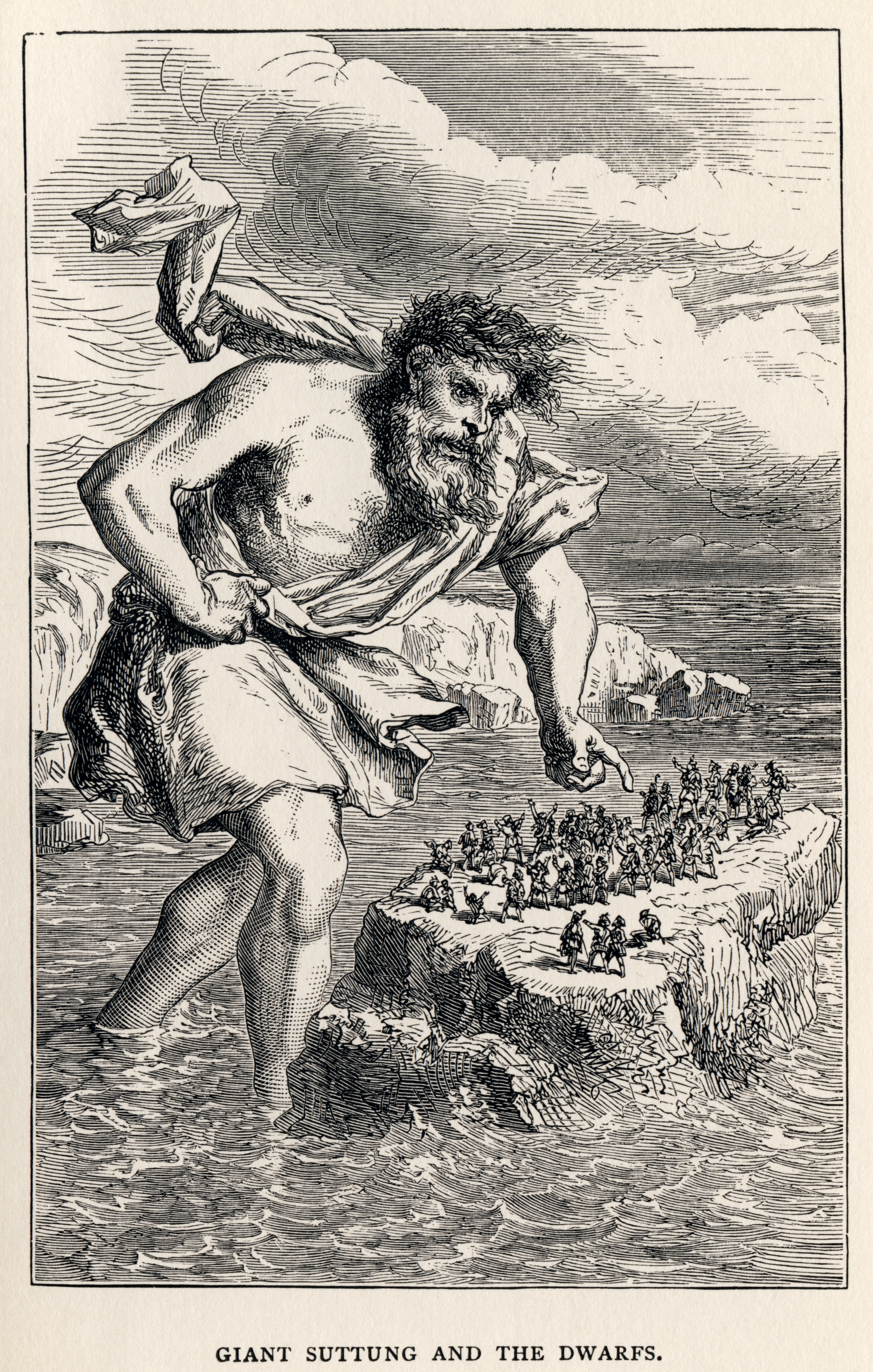
Jätten Suttung och dvärgarna. Teckning av Louis Huard omkring 1890.

Suttung är i nordisk mytologi en jätte, son till Gilling, som en tid ägde diktarnas mjöd, suttungamjödet.
Suttung fick mjödet efter att han tagit med dvärgarna Galar och Fjalar ut på sjön för att dränka dem. De hade nämligen dödat hans föräldrar. Dvärgarna blev då rädda och bad för sina liv, men Suttung lämnade dem på en klippa ute i havet. Dvärgarna hade emellertid bryggt ett förnämligt mjöd av blodet från den vise guden Kvaser, som de dödat. Dvärgarna lyckades byta sina liv mot att Suttung fick överta mjödet.  
Asarna ville också åt mjödet, bryggt av blodet från Kvaser, som de själva skapat. Oden tog därför tjänst hos Suttungs broder, jätten Bauge. Som lön ville Oden smaka på mjödet, men Suttung vägrade. Mjödet förvarades i berget Hnitbjörg och Oden förmådde Bauge att borra ett hål genom klippan, så att han kunde nå mjödet. Oden kröp in i skepnad av en orm och lägrade sedan Suttungs dotter Gunnlöd, som bevakade mjödet, under tre nätter. Hon gick med på att låta Oden ta tre klunkar ur vardera av de tre kärl, bland annat Odrörer, i vilka mjödet förvarades. Men kärlen tömdes då helt och Oden flög hem i sin egen örnhamn. Hemkommen spottade Oden ut mjödet i tre kärl som gudarna ställt fram och därav uppkom suttungamjödet — diktarnas mjöd.   